# Capiago Intimiano
Capiago Intimiano (lombardul: Capiagh e Intimian, helyi nyelvjárásban: Cà dij Piagh) település Olaszországban, Lombardia régióban, Como megyében. Lakosainak száma 5461 fő (2023. január 1.). Capiago Intimiano Como, Lipomo, Montorfano, Orsenigo, Senna Comasco és Cantù községekkel határos.

## Népesség
A település népességének változása:
| Lakosok száma | 5524 | 5516 | 5461 |
|               | 2017 | 2018 | 2023 |